# Àlex Crivillé
Àlex Crivillé, född 4 mars 1970 i Barcelona, Spanien, är en katalansk och spansk roadracingförare. Han blev världsmästare i 125-klassen 1989 och i 500-klassen år 1999 på en Repsol Honda (HRCs fabriksstall) för vilka han körde till säsongen 2001. Inför 2002 hade han ett kontrakt med D'Antin Yamaha men tvingades avbryta karriären på grund av att han drabbats av epilepsi.
Crivillé har efter sina aktiva år varit mentor åt unga talanger, bland andra GP-vinnaren Toni Elías.

## Statistik 500GP

### Segrar
| Nr | Grand Prix     | År   |
| -- | -------------- | ---- |
| 1  | Holland        | 1992 |
| 2  | Europa         | 1995 |
| 3  | Österrike      | 1996 |
| 4  | Tjeckien       | 1996 |
| 5  | Spanien        | 1997 |
| 6  | Australien     | 1997 |
| 7  | Spanien        | 1998 |
| 8  | Frankrike      | 1998 |
| 9  | Spanien        | 1999 |
| 10 | Frankrike      | 1999 |
| 11 | Italien        | 1999 |
| 12 | Katalonien     | 1999 |
| 13 | Storbritannien | 1999 |
| 14 | Imola          | 1999 |
| 15 | Frankrike      | 2000 |

### Andraplatser
| Nr | Grand Prix     | År   |
| -- | -------------- | ---- |
| 1  | Holland        | 1995 |
| 2  | Japan          | 1996 |
| 3  | Italien        | 1996 |
| 4  | Frankrike      | 1996 |
| 5  | Holland        | 1996 |
| 6  | Storbritannien | 1996 |
| 7  | Imola          | 1996 |
| 8  | Brasilien      | 1996 |
| 9  | Malaysia       | 1997 |
| 10 | Japan          | 1997 |
| 11 | Tjeckien       | 1998 |
| 12 | Imola          | 1998 |
| 13 | Tyskland       | 1999 |
| 14 | Tjeckien       | 1999 |
| 15 | Holland        | 2000 |
| 16 | Tjeckien       | 2001 |